# Spinn-orbital
En spinn-orbital är en typ av enpartikeltillstånd inom kvantmekaniken bestående av en spatiell (rumslig) del och en spinndel. Dess vågfunktion {\displaystyle \phi ({\textbf {x}})=\varphi ({\textbf {r}})\xi (\sigma )} är normalt en produkt av den spatiella vågfunktionen {\displaystyle \varphi ({\textbf {r}})} och spinnvågfunktionen {\displaystyle \xi (\sigma )} med rums- och spinnkoordinater {\displaystyle {\textbf {x}}=({\textbf {r}},\sigma )}.
Spinn-orbitaler utgör en viktig byggsten i konstruerandet av flerpartikeltillstånd, till exempel genom Slaterdeterminanter.